# اچ‌ام‌سی‌اس پرسرور (ای‌اوآر ۵۱۰)
اچ‌ام‌سی‌اس پرسرور (ای‌اوآر ۵۱۰) (به انگلیسی: HMCS Preserver (AOR 510)) یک کشتی است که طول آن ۱۷۲ متر (۵۶۴ فوت ۴ اینچ) می‌باشد. این کشتی در سال ۱۹۶۹ ساخته شد.